# Francisco Javier González Pérez
Francisco Javier González Pérez   (Ribeira, 14 de juliol de 1969), conegut com a Fran, és un entrenador i exfutbollista gallec que va passar tota la seva vida futbolística en el Deportivo de La Corunya, fet que el va convertir se en un dels símbols d'aquest equip. És germà del també futbolista José Ramón González Pérez.
Actualment és el seleccionador, juntament amb Míchel Salgado, de la selecció gallega.

## Trajectòria

### Com a jugador
La seva carrera comença en l'equip de la seva vila natal, el Carreira C.F. fins a l'any 1986 en el qual passa al Fabril Deportivo, i posteriorment al Deportivo de La Corunya. A principi dels noranta el club puja a Primera divisió després de més d'una dècada en segona divisió. Fran jugaria en les dues categories amb el seu germà José Ramón, altre baluard del club.
La temporada 92-93, neix el que es va denominar Superdepor, on Fran era uni dels seus líders indiscutibles. Aquell equip dirigit per Arsenio Iglesias que quedara tercer en la lliga seria recordat per tots els seguidors corunyistes. A l'any següent va quedar subcampió de Lliga i el 1995 va guanyar la Copa del Rei.
La temporada amb John Toshack en la banqueta va ser personalment i col·lectiva una de les pitjors de Fran. Per diferents motius mai va arribar a rendir al nivell que tenia acostumat, i a més una lesió li va tancar totes les portes, si en tenia cap oberta, d'acudir a l'Eurocopa d'Anglaterra. Va ser operat del genoll esquerre el 9 de maig de 1996, intervenció que l'obliga a romandre tres mesos de baixa.
Però, els èxits del Deportivo i de Fran van continuar arribant amb la culminació amb el títol de lliga assolit l'any 2000, any que Fran a més a més va ser convocat per a l'Eurocopa d'Holanda i Bèlgica. Es va retirar al juny de 2005, juntament amb Mauro Silva, després de 17 anys en el primer equip.
Fran va ser cotitzat pels grans clubs espanyols: Reial Madrid, amb el qual va signar un precontracte que hauria d'haver entrat en vigor en la temporada 95-96 i que Lendoiro va recomprar a temps per 260 milions de pessetes i FC Barcelona, on Johan Cruyff, a final d'eixa mateixa temporada va insistir en el seu fitxatge, però la intransigència de Lendoiro a negociar el traspàs, tret que paguessin els 2.000 milions de pessetes de la seva clàusula, va dissuadir al club català de qualsevol intent de contractar-lo.
El gallec podia actuar com organitzador, escorat a la banda esquerra o com mitja punta, i en totes aquestes posicions rendia a gran nivell. Posseïa una gran qualitat tècnica i una excepcional visió del joc i precisió en la passada, el que li convertia en un jugador imprevisible i molt perillós quan tenia el baló en els peus.

### Com a entrenador
El 6 de maig de 2016 va ser presentat, juntament amb Míchel Salgado, com a entrenador de la selecció gallega per al partir que es disputà el 20 de maig contra Veneçuela (1-1).

## Palmarès
- 1 Lliga espanyola (1999-2000)
- 2 Copes del Rei (1994-95 i 2001-02)
- 3 Supercopes d'Espanya (1995, 2000 i 2002)